# Toyota FJ Cruiser
El Toyota FJ Cruiser es un modelo de SUV de tamaño mediano de estilo retro producido por el fabricante japonés de automóviles Toyota entre 2006 y 2022. Presentado como un automóvil conceptual en el Salón Internacional del Automóvil de América del Norte de enero de 2003, el FJ Cruiser fue aprobado para producción después de una respuesta positiva de los consumidores y debutó en el Salón Internacional del Automóvil de América del Norte de enero de 2005 en forma de producción final.
El FJ Cruiser fue construido por Hino Motors, filial de Toyota, en Hamura, Japón, entre 2006 y 2022. El vehículo comparte muchos fundamentos estructurales con el Toyota Land Cruiser Prado. El FJ Cruiser ingresó al mercado japonés el 4 de diciembre de 2010, anunciado el 25 de noviembre de ese año.
El 5 de noviembre de 2013, Toyota USA anunció que la edición Trail Teams del año modelo 2014 se llamaría "Ultimate Edition" y que el año modelo 2014 sería el último para el FJ Cruiser en ese mercado. Continuó fabricándose para la venta en otros mercados como Australia hasta que se suspendió su exportación a ese mercado en agosto de 2016. En abril de 2022, todavía se vendía en mercados como Chile, Medio Oriente, Filipinas y países de la Unión Aduanera de África Austral.
El 1 de octubre de 2022, Toyota anunció que el FJ Cruiser dejaría de fabricarse en Oriente Medio en diciembre de 2022, junto con un modelo de edición final.

## Desarrollo
El FJ Cruiser fue construido por la filial de Toyota Hino Motors en Hamura, Japón desde 2006 y comparte muchas bases estructurales con el Toyota Land Cruiser Prado. El FJ Cruiser ingresó al mercado japonés el 4 de diciembre de 2010, anunciado el 25 de noviembre de ese año.
El 5 de noviembre de 2013, Toyota USA anunció que la edición Trail Teams del año modelo 2014 se llamaría la "Edición definitiva" y que el año modelo 2014 sería el último para el FJ Cruiser en ese mercado. Continuó fabricándose para su venta en otros mercados como Australia y Oriente Medio hasta que su exportación a ese mercado se interrumpió en agosto de 2016.
La "Edición final" del FJ Cruiser salió a la venta en Japón el 12 de septiembre de 2017. Las ventas del FJ Cruiser se suspendieron allí el 31 de enero de 2018. Aunque en algunos países como Colombia, ha sido relanzado, comercializandose en la actualidad.
Tanto ha sido el éxito de Toyota FJ Cruiser que en Instagram el hashtag #FJCRUISER acumula más de 600.000 publicaciones, siendo uno de los hashtags con mayor número de publicaciones en el sector del automóvil.